# Giglio Campese
Giglio Campese est une frazione de la commune de l'Île de Giglio, province de Grosseto, en Toscane, Italie. Au moment du recensement de 2011 sa population était de 187 habitants.

## Géographie
Giglio Campese est une station balnéaire située sur la côte Ouest de l'île, en face d'une large plage entourée d'une baie, dont l'extrémité nord est fermée par une tour du XVIe siècle. Il comporte un port de plaisance.

## Monuments
- Église San Rocco[1]
- Tour de Campese (XVIe siècle)[2]